# Nigerian Television Authority

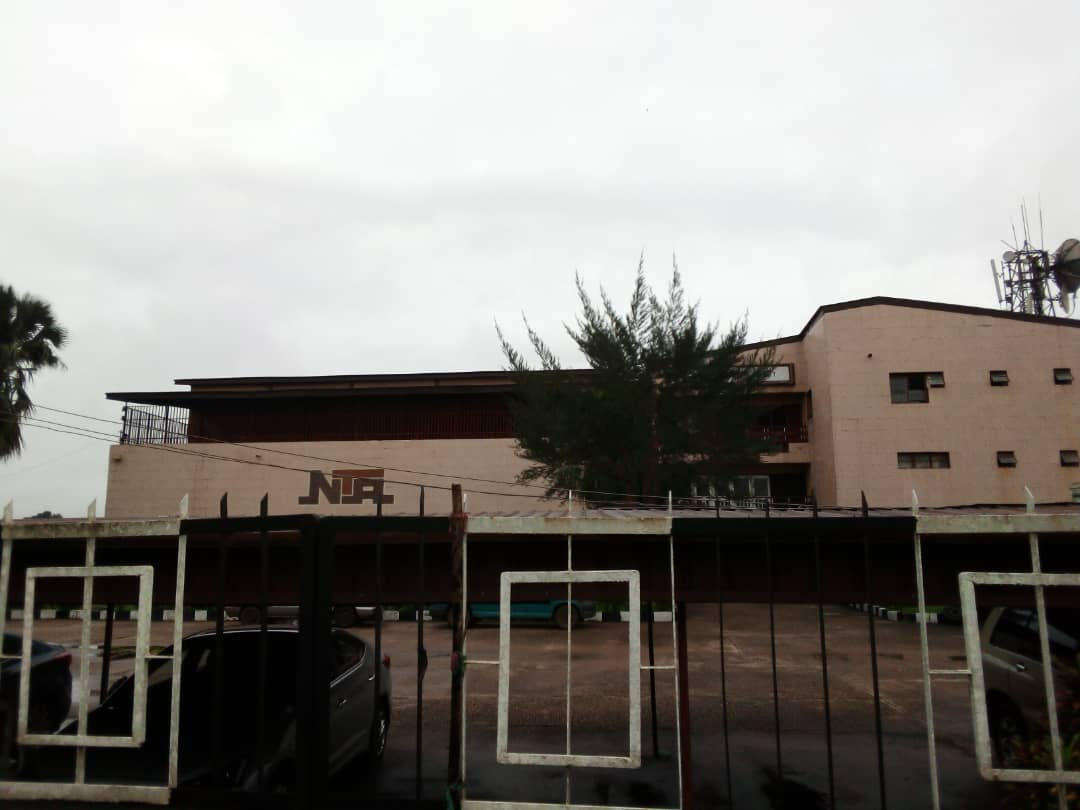
Uffici della NTA a Benin City.

Nigerian Television Authority, nota anche con l'acronimo NTA, è un ente televisivo joint venture pubblico-privata della Nigeria, parzialmente finanziata tramite sovvenzioni statali. Trasmette in inglese e nelle lingue locali. È il più grande network del Paese, con canali in ogni regione.

## Storia

### Le origini

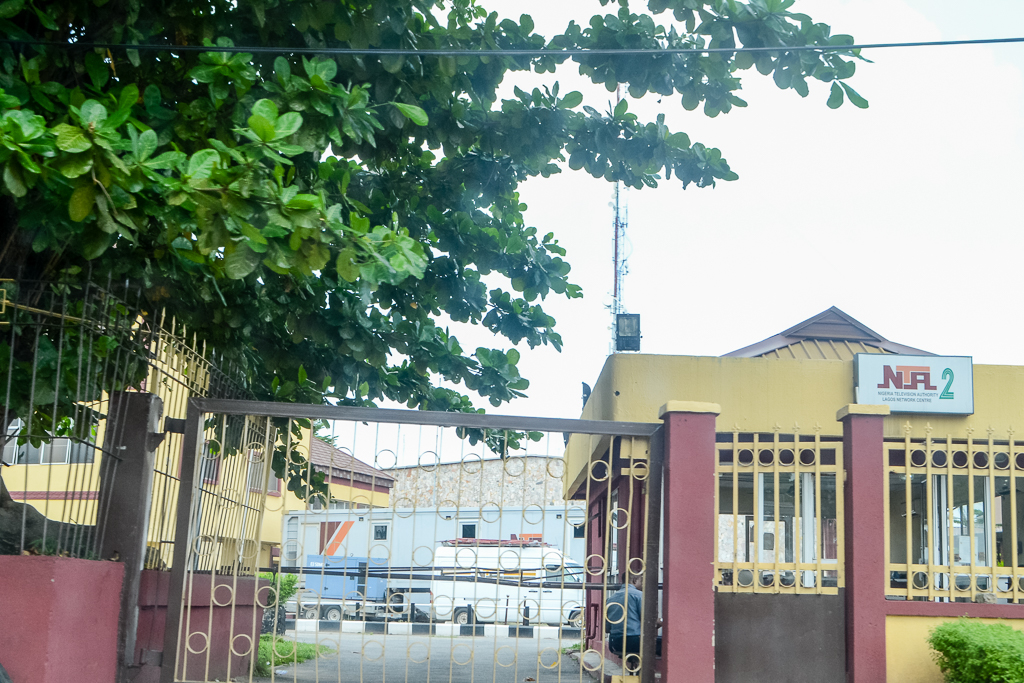
Sede di NTA

Il primo canale in Nigeria fu Western Nigerian Government Broadcasting Corporation (WNTV), che iniziò a trasmettere il 31 ottobre 1959. Il presidente era Olapade Obisesan, un avvocato formatosi nel Regno Unito e esponente dell'alta società di Ibadan, e il general manager era l'ingegnere Vincent Maduka. Il canale aveva sede a Ibadan e fu il primo dell'Africa tropicale, mentre in zone più nel nord dell'Africa la TV era già arrivata.
A marzo 1962 fu creata Radio Kaduna Television (RKTV), rinominata "NTV-Kaduna" nel 1977, che aveva sede a Kaduna ed era gestita dalla Broadcasting Company of Northern Nigeria. RKTV copriva anche gli Stati del centro-nord; aprì nuovi canali a Zaria a luglio 1962 e a Kano a febbraio 1963.
Ad aprile 1962 fu creata la Nigerian Broadcasting Corporation (NBC) come servizio del governo federale, con sede nella capitale Lagos, per gli Stati del sud-ovest.
MidWest TV nacque nel 1972 come canale per Port Harcourt ed era gestita dal governo statale a Benin City.
Benue-Plateau Television Corporation (BPTV) nacque nel 1974 ed aveva sede a Jos. Fu il primo canale televisivo a lanciare programmi a colori regolari in Africa. I test del colore erano iniziati il 1º ottobre 1975. BPTV in seguito fu rinominata "NTV-Jos".
Le autorità governative militari presero il controllo dei canali televisivi regionali nel 1976. 
Nel maggio 1977 fu fondata Nigerian Television (NTV), un ente unico che riuniva sotto di sé tutte le TV locali a formare un network.
NTV era di proprietà e sotto la gestione della Nigerian Television Authority e operava in regime di monopolio televisivo. Obisesan e Makuda divennero il presidente e il general manager di NTA. Al 1979 NTA aveva raggiunto il 20% circa della popolazione nigeriana.

### Dal 1977 al 1990
Telefilm e serie televisive erano rare sulle tv regionali prima che fosse fondata la NTA. Programmi come Alawada di Moses Olaiya su WNTV (in seguito NTA Ibadan), o Village Headmaster e Hotel de Jordan su NTA Benin furono disponibili a livello nazionale solo da allora. A parte questi pochi programmi di rilievo, c'era poco di serie televisive negli anni settanta.
Negli anni ottanta grazie all'interno del nuovo network NTA c'era uno sforzo di concerto per migliorare la qualità dei programmi di produzione locale. NTA iniziò a offrire supporto alla produzione di programmi di tipo nazionale come Tales by Moonlight, Cockcrow at Dawn e la soap opera nigeriana Mirror in the Sun. Nel 1982 un telefilm prodotto da NTA Sokoto, Moment of Truth, vinse un premio al quinto festival dell'African Union of Broadcasting, che si tenne ad Algeri.
Per tutelare i programmi di produttori nigeriani il network stabilì un tetto del 20% delle ore di trasmissione per le produzioni straniere, benché in quel periodo il costo d'acquisto di quei programmi fosse molto più basso di quello dei programmi locali. Avendo solo una porzione della settimana a disposizione, i programmi importati erano sempre selezionati tra quelli di maggiore successo nel Regno Unito e negli Stati Uniti come Yes Minister, Charlie's Angels, Dallas, Dynasty e Falcon Crest. Cockcrow at Dawn, un telefilm sull'agricoltura parzialmente sponsorizzato da United Bank for Africa e prodotto da Peter Igho, che aveva diretto Moment of Truth, si rivelò uno dei telefilm trasmessi a livello nazionale di maggiore successo.; 
restò comunque poco nel palinsesto a causa della "sindrome da struttura governativa". Acada Campus, un programma prodotto da Bode Sowande, durò altrettanto poco.
Negli anni ottanta fu proposta una serie di soap opera apprezzate dalla critica.
La prima fu Wind Against My Soul di Laolu Ogunniyi, seguita da For Better or Worse e  Mirror in the Sun di Lola Fani Kayode. L'ultima, prodotta nel 1983, fu ben accolta dalla critica, ma la sua messa in onda fu interrotta dopo due anni a causa di problemi finanziari. A metà degli anni ottanta un altro gruppo di soap opera dominò lo schermo, tra cui le brevi Behind the Clouds e Turning Wheels.
Nel 1984 NTA iniziò a trasmettere Tales by Moonlight, un programma per bambini che narrava storie del folklore tradizionale africano, nonché, nel 1986, l'adattamento di Adelia Onyedibia di Il crollo di Chinua Achebe.
Il network propose anche serie comedy degne di nota in questo periodo, come New Masquerade e Basi and Company di Ken Saro-Wiwa.Una delle prime fu House no. 13 (1984), una sitcom di satira sullo stile di vita sociale e urbano dei nigeriani. Basi and Company, una serie comedy acclamata dalla critica, fu trasmessa nel 1985. The Village Headmaster, Koko Close e Samanja, 3 serie in lingua creola nigeriana, furono trasmesse a livello nazionale.

### Anni novanta
Sulla base del programma di adeguamento strutturale iniziato dal governo di Ibrahim Babangida, a NTA fu richiesto di commercializzare alcune fasce orarie nel tentativo di emanciparsi dal servizio pubblico verso una parziale TV commerciale. Ciò portò all'aggiunta di programmi religiosi sponsorizzati e alla trasmissione in diretta di matrimoni e funerali.
NTA continuò anche a trasmettere soap opera come Mind Bending di Lola Fani-Kayode, Ripples di Zeb Ejiro e Checkmate di Amaka Igwe. Ripples, che iniziò nel 1988, divenne una delle soap opera del network di più lunga durata, essendo terminata nel 1993. Checkmate lanciò la carriera di molte celebrità nigeriane. Dopo la fine di Ripples e Checkmate NTA propose Blossom e Fortunes, ma queste serie registrarono un declino degli ascolti. A questo punto NTA, che in precedenza deteneva il monopolio televisivo, si trovò ad avere una concorrenza da parte di nuovi soggetti come Africa Independent Television. Per competere, il network introdusse telenovelas latinoamericane nel prima serata, come Anche i ricchi piangono, Mulheres de Areia - Secrets of the Sand e Rosa selvaggia.
I programmi per bambini e quelli didattici solitamente venivano collocati tra le 18,30 e le 19,00 e includevano Fun Time, Readers Club, Work It Out e Take a Step.
Dopo un calo di interesse da parte del pubblico per la programmazione influenzata dal governo, NTV perse il monopolio sulla televisione in Nigeria negli anni novanta.
Nel 1999 il network introdusse la televisione del primo mattino con A.M. Express.
L'informazione era centrale negli sforzi di NTA e del governo nel costruire un'unità nazionale. Il network si assicurava che i giornalisti non leggessero i testi e basta ma fossero parte attiva del team che le preparava. Dal momento che molti degli autori delle notizie degli esordi provenivano dalla carta stampata, NTA si assicurava anche che questi comprendessero l'importanza di scrivere per una presentazione visiva. Fu introdotta quindi anche una nuova generazione di giornalisti/telecronisti e di reporter come Ronke Ayuba, John Momoh, Cyril Stober, Bimbo Oloyede, Ruth Opia, Sienne Allwell-Brown e Sola Omole e furono lanciati programmi d'informazione specialistici come Newsline di Frank Olise. I principali programmi d'informazione erano Network News at Nine, News in Brief, un flash di 5 minuti a metà pomeriggio, e Newscap.

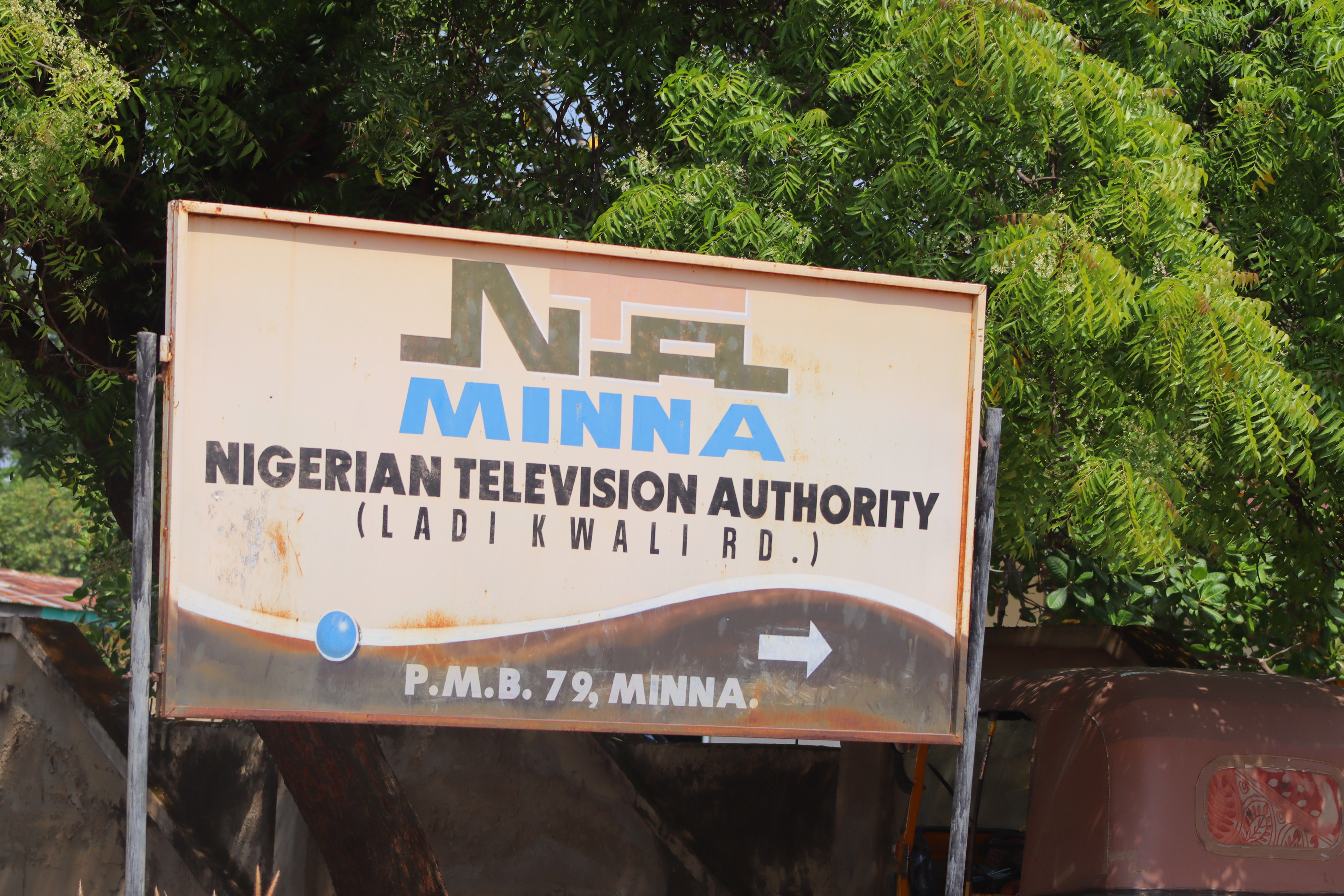
Cartello che indica la sede di NTA a Minna.

Negli anni novanta NTA, come altri canali statali, iniziò ad includere nelle notizie informazioni su festival, eventi mondani, attività culturali e di business.

### Nuovo millennio
Al 2013 la programmazione obbligatoria dominava il palinsesto della maggior parte dei canali locali di NTA. Ai canali locali fu offerto di scegliere una fascia oraria tra alcune a disposizione, durante la quale trasmettere i propri programmi.
Il contenitore mattutino A.M. Express, in seguito rinominato Good Morning Nigeria, andava in onda per 2 ore e mezza dalle 6,30 alle 9,00 dal lunedì al venerdì, ma altri programmi erano trasmessi una o due volte la settimana. A telefilm come Super Story e Stand Up Nigeria solitamente erano assegnati il martedì e il giovedì nella fascia oraria delle 20,00. Programmi sportivi di rilievo includevano On the Pitch, di lunedì.
NTA, che in passato aveva una propria programmazione per i bambini, tramite un accordo con Viacom iniziò a trasmettere i programmi di Nickelodeon nella fascia oraria per i bambini e la televisione didattica delle 17,00-19,00.
Il telegiornale di NTA principalmente si occupa delle attività governative. Il maggiore telegiornale è Network News, della durata di un'ora, alle 21,00 dal lunedì al venerdì tranne il mercoledì, quando è rimpiazzato da News Extra. Altri programmi di informazione includono News at 7 e Nationwide News, alle 16,00. Reportage investigativi e storie umane sono solitamente subordinati alle attività del governo, con l'eccezione di Newsline, che va in onda la domenica sera. Il programma di notizie delle 21,00 ha uno dei tassi di pubblicità più alti del canale.

Altri programmi di notizie includono Panorama, One o'Clock Live, Inside the Senate e You and Your Rep.

## Servizi

### Televisione nazionale
| Nome                      | Sede  | Тipo                | Lancio | Lingua  |
| ------------------------- | ----- | ------------------- | ------ | ------- |
| NTA                       | Abuja | generalista         | 1959   | inglese |
| NTA Plus Abuja            | Abuja | generalista         |        | inglese |
| NTA 2 Channel 5 Lagos     | Lagos | generalista         |        | inglese |
| NTA Education             | Abuja | programmi didattici |        | inglese |
| NTA Sports                | Abuja | sport               |        | inglese |
| NTA International         | Abuja | rivolto all'estero  |        | inglese |
| NTA Yoruba                | Abuja | generalista pay TV  | 2010   | inglese |
| NTA Ibo                   | Abuja | generalista pay TV  | 2010   | inglese |
| NTA Hausa                 | Abuja | generalista pay TV  | 2010   | inglese |
| NTA Sports 24             | Abuja | sport pay TV        | 2010   | inglese |
| NTA Parliamentary Channel | Abuja | politica pay TV     | 2010   | inglese |

Il servizio di pay TV di NTA, Startimes, è in collaborazione con Star Communications Technology of China.

### Televisione regionale
NTA, il principale canale televisivo nazionale, ha canali regionali nelle seguenti città: Aba, Abeokuta, Abuja, Ado Ekiti, Akure, Asaba, Awka, Bauchi, Benin City, Birnin-Kebbi, Calabar, Damaturu, Dutse, Enugu, Gombe, Gusau, Ibadan, Ife, Ijebu-Ode, Ilorin, Jalingo, Jos, Kaduna, Kafanchan, Kano, Katsina, Channel 10 Lagos, Lafia, Lokoja, Maiduguri, Makurdi, Minna, Ondo, Osogbo, Owerri, Oyo, Port Harcourt, Sapele, Sokoto, Uyo, Yenagoa, Yola.

### Ritrasmissione su canali esteri
I telegiornali di NTA sono spesso ritrasmessi su Africa Independent Television e BEN Television nel Regno Unito.

## Ricezione

### Digitale terrestre
Nigerian Television Authority trasmette in standard DVB-T HD.

### Satellite[13]
| Satellite          | Intelsat 20                                       | NigComSat 1R                                      | Express Amu1                                      | Eutelsat 36B                                      | SES 5                                             | SES 5                                             | SES 3                                             |
| Posizione orbitale | 68.5° E                                           | 42.5° E                                           | 36.1° E                                           | 35.9° E                                           | 5.0° E                                            | 5.0° E                                            | 103.0° W                                          |
| Canali             | NTA, NTA Sports, NTA Education, NTA International | NTA, NTA Sports, NTA Education, NTA International | NTA, NTA Sports, NTA Education, NTA International | NTA, NTA Sports, NTA Education, NTA International | NTA, NTA Sports, NTA Education, NTA International | NTA, NTA Sports, NTA Education, NTA International | NTA, NTA Sports, NTA Education, NTA International |
| Frequenza          | 11170 H                                           | 12518 H                                           | 12265 V                                           | 11977 H                                           | 4097 L                                            | 11977 V                                           | 12080 H                                           |
| SR                 | 30000                                             | 29500                                             | 31420                                             | 27500                                             | 3365                                              | 27500                                             | 29970                                             |
| FEC                | 5/6                                               | 3/5                                               | 3/4                                               | 3/4                                               | 3/5                                               | 3/4                                               | 3/4                                               |
| Modulazione        |                                                   | 8PSK                                              | 16APSK                                            |                                                   | QPSK                                              | QPSK                                              | 8PSK                                              |

### Streaming
NTA in streaming.

## Programmi
Notizie
- Network News
- News Extra
- News at 7
- Nationwide News
- Newsline
- Panorama
- One o'Clock Live
- Inside the Senate
- You and Your Rep

Cartoni animati
- Le avventure di Teddy Ruxpin
- Il piccolo principe
- La formica atomica
- Battle of the Planets
- The Bear, The Tiger and the Others
- Bertha
- Biker Mice da Marte
- Birdman
- Bright Sparks
- Capitan Planet e i Planeteers
- Casper
- Danger Mouse
- Si salvi chi può! Arriva Dennis
- Dino-Riders
- DoDo, the Kid from Outer Space
- Dungeons & Dragons
- Le favole della foresta
- Groovie Goolies
- G-Force: Guardians of Space
- Harlem Globetrotters
- He-Man e i dominatori dell'universo
- L'incredibile Hulk
- L'ispettore Gadget
- Jimbo and the Jet-Set
- Johnny Bravo
- King Rollo
- Little Wizards
- The Magic School Bus
- Muppet Babies
- L'impareggiabile Lady Gomma
- Ovide and the Gang
- Pigeon Street
- Pingu
- Mignolo e Prof
- Samurai Jack
- Samurai X
- Super Segretissimo
- SilverHawks
- Superauto Mach 5
- Sport Billy
- SuperTed
- Teenage Mutant Ninja Turtles - Tartarughe Ninja
- Thundercats
- Thundersub
- Tom & Jerry
- Towser
- Victor & Hugo: Bunglers in Crime
- Voltron

Programmi per bambini
- 3-2-1 Contact
- Animal Kwackers
- ChuckleHounds
- Fraggle Rock
- Power Rangers
- Rentaghost
- Sesamo apriti
- Terrahawks
- The Waterville Gang

Telefilm
- Charlie's Angels
- Doctor Who
- Il tocco di un angelo
- Vietnam addio

Sitcom
- Mind Your Language
- Muppet Show
- Troppo forte!
- Some Mothers Do 'Ave 'Em

Programmi sportivi
- Telematch

## Critiche
Secondo alcuni osservatori NTA subirebbe interferenze da parte del governo, che svilirebbero la professionalità dei suoi dipendenti.
La cantante e attrice nigeriana Becky Umeh, per esempio, ha dichiarato di avere subito pressioni per allineare il proprio pensiero agli obiettivi della propaganda del governo. In un editoriale del 18 ottobre 2009 il giornale di Lagos The Guardian ha affermato che «il network televisivo del governo federale, la Nigerian Television Authority, è probabilmente il maggiore di questo tipo in Africa, ma deve ancora fare propria la libertà operativa richiesta per massimizzare il suo potenziale.»